# Live at Montreux 2000
Live at Montreux 2000 je koncertní DVD Lou Reeda, vydané v roce 2005 u Eagle Vision. Záznam pochází z roku 2000, kdy byl nahrán na Montreux Jazz Festival ve švýcarském Montreux. Reed zde odehrál osm skladeb z aktuálního alba Ecstasy a přidal několik starších skladeb.

## Seznam skladeb
| Pořadí | Název                     | Autor      | Původní album                  | Délka |
| ------ | ------------------------- | ---------- | ------------------------------ | ----- |
| 1.     | Paranoia Key of E         | Reed       | Ecstasy, 2000                  | —     |
| 2.     | Turn to Me                | Reed       | New Sensations, 1984           | —     |
| 3.     | Modern Dance              | Reed       | Ecstasy, 2000                  | —     |
| 4.     | Ecstasy                   | Reed       | Ecstasy, 2000                  | —     |
| 5.     | Smalltown                 | Reed, Cale | Songs for Drella, 1990         | —     |
| 6.     | Future Farmers of America | Reed       | Ecstasy, 2000                  | —     |
| 7.     | Turning Around Time       | Reed       | Ecstasy, 2000                  | —     |
| 8.     | Romeo Had Juliette        | Reed       | New York, 1989                 | —     |
| 9.     | Riptide                   | Reed       | Set the Twilight Reeling, 1996 | —     |
| 10.    | Rock Minuet               | Reed       | Ecstasy, 2000                  | —     |
| 11.    | Mystic Child              | Reed       | Ecstasy, 2000                  | —     |
| 12.    | Tatters                   | Reed       | Ecstasy, 2000                  | —     |
| 13.    | Set the Twilight Reeling  | Reed       | Set the Twilight Reeling, 1996 | —     |
| 14.    | Dirty Blvd.               | Reed       | New York, 1989                 | —     |
| 15.    | Dime Store Mystery        | Reed       | New York, 1989                 | —     |
| 16.    | Perfect Day               | Reed       | Transformer, 1972              | —     |

## Sestava
- Lou Reed - kytara, zpěv
- Fernando Saunders - baskytara, doprovodný zpěv
- Mike Rathke - kytara
- Tony Smith - bicí